# Kaspischer Tiger
Der Kaspische Tiger (Panthera tigris virgata), auch Kaspi-Tiger, Turantiger oder Hyrkanischer Tiger genannt, ist eine ausgestorbene Unterart des Tigers, die bis in die 1970er Jahre die Wälder und Flusstäler westlich und östlich des Kaspischen Meeres bewohnt hat, von der Türkei und Iran über Mittelasien bis in die Wüste Takla Makan in Xinjiang, China.
Der Kaspische Tiger gehörte zusammen mit dem Sibirischen Tiger und dem Bengal-Tiger zu den größten lebenden Katzen. Genetischen Studien zufolge ist der Kaspische Tiger nahe mit dem Sibirischen Tiger verwandt oder sogar derselben Unterart zuzuordnen. Auf dieser Basis wird über Auswilderungsprogramme von Sibirischen Tigern in Zentralasien nachgedacht.

## Merkmale

### Körperbau
Der Kaspische Tiger war im Körperbau weniger massiv als der Sibirische Tiger. Männliche Tiger wogen bis zu 240 kg, waren etwa 270 cm lang bei einer Kopf-Rumpf-Länge von 178–197 cm; ihre Schädel maßen 297–365,8 mm. Weibliche Kaspische Tiger waren, wie bei allen Unterarten des Tigers, kleiner und wogen 85–135 kg und erreichten eine Größe von 160–180 cm bei einer Kopf-Rumpf-Länge von 150–165 cm; ihre Schädel maßen 195,7–255,5 mm.

### Fell und Färbung
Der Kaspische Tiger hatte im Verhältnis zum Indischen Tiger schmalere, längere und noch enger verteilte dunkle Streifen. Dabei waren diese Streifen heller als bei allen anderen Unterarten. Das Fell war lang und dicht, wobei das Winterfell deutlich langhaariger war. Auffallend waren nicht nur die längeren Haare im Genick (40 bis 120 mm) und auf dem Rücken (27 bis 40 mm), sondern insbesondere das Bauchfell war mit 60 und 110 mm sehr lang und bildete eine „Bauchmähne“. Auch der Backenbart war bei dieser Unterart sehr ausgeprägt. Hier betrug die Felllänge der Haare 70 bis 140 mm. Vergleichsweise ist die Haarlänge des Backenbarts eines Sumatra-Tigers 80 bis 120 mm.

### Phylogenetische Verwandtschaft zum Sibirischen Tiger
Genforscher sammelten Gewebeproben von 23 Kaspischen Tigern, die in Museen aufbewahrt sind, und sequenzierten mindestens ein Segment von fünf mitochondrialen Genen. Die Untersuchungen zeigten, dass die mitochondriale DNA von P. t. virgata eine geringe Varianz im Vergleich zu P. t. altaica aufweist und die beiden Unterarten sehr ähnlich sind. Die Forscher folgerten, dass der Sibirische Tiger genetisch der nächste Verwandte des Kaspischen Tigers ist. Phylogeografischen Analysen zufolge besiedelten vor etwa 10.000 Jahren die Vorfahren der beiden Unterarten vom Osten Chinas aus sowohl Mittelasien über die Seidenstraße bis nach Anatolien als auch Sibirien bis in den Russischen Fernen Osten. Die vermutlich ehemals zusammenhängende Population wurde wahrscheinlich erst vor etwa 200 Jahren durch menschliche Tätigkeit getrennt.

## Verbreitung und Lebensraum

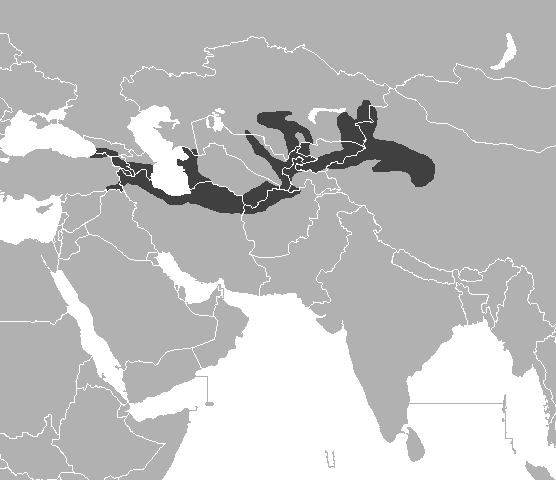
Historisches Verbreitungsgebiet des Kaspischen Tigers

Historische Aufzeichnungen zeigen, dass die Verbreitung von Kaspischen Tigern im Gebiet des Kaspischen Meeres nicht kontinuierlich, sondern unterbrochen und auf Wasserläufe, Flusstäler und Seeufer beschränkt war. Im 19. Jahrhundert lebten sie:
- im äußersten Südwesten des Kaukasus in den Wäldern der Hügel und Tiefebenen des Talysch-Gebirges und in den Lenkoraner Niederungen, in den Niederungen von Prischib, von wo aus sie bis in die östlichen Ebenen von Transkaukasien wanderten, und in der Zangezur-Gebirgskette im Nordwesten Irans;
- in Mittelasien im Südwesten Turkmeniens entlang des Flusses Atrek und seinen Nebenflüssen Sumbar und Chandyr; im Westen und Südwesten der Kopet-Dag-Gebirgskette; in der Umgebung von Aşgabat in den nördlichen Vorbergen; in Afghanistan entlang des Oberlaufs des Flusses Hari Rud bei Herat und entlang der Urwälder im Gebiet dessen Unterlaufs; in der Region um Tejen und Murgab, entlang der Flüsse Kuschka und Kaschan; im Delta des Amudarja bis zum Aralsee; entlang des Syrdarja, im Ferganatal bis nach Taschkent und in die westlichen Ausläufer des Talas-Alatau; entlang der gesamten Küste des Aralsees; entlang der Flüsse Tschüi und Ili; entlang der Südküste des Balchaschsees und im Norden bis in die südlichen Ausläufer der Altai-Berge.[4]

Ihr ehemaliges Verbreitungsgebiet entspricht in etwa der Verbreitung von Huftieren in der Region. Wildschweine waren die zahlenmäßig dominanten Huftiere, die in Wäldern, entlang von Wasserläufen, in Röhricht und in dichtem Gestrüpp in den Gebieten um das Kaspische Meer und um den Aralsee vorkamen. Wo Wasserläufe tief in Wüstengebiete vordrangen, war geeignetes Habitat von Wildschweinen und Tigern oft linear und nur wenige Kilometer breit. Rehwild und Rothirsche kamen in den Wäldern um das Schwarze Meer herum und in einem schmalen bewaldeten Streifen im Westen und Süden des Kaspischen Meers vor. Rehwild kam auch in den bewaldeten Gebieten südlich des Balchaschsees vor. Bucharahirsche kamen in einem schmalen bewaldeten Gebiet an der südlichen Küste des Aralsees und entlang der Flüsse Syrdarja und Amudarja vor.

## Lebensweise
Über die Größe von Revieren der Kaspischen Tiger gibt es keine Daten. Auf der Suche nach Beute mussten sie weit umherstreifen und den Huftieren von einer Weide zur anderen folgen. Wildschweine und Hirsche bildeten die Grundlage ihrer Nahrung. In vielen Gebieten Mittelasiens waren Bucharahirsche und Rehwild neben Wildschweinen wichtige Beutetiere. Manchmal jagten sie auch Kaukasisches Rotwild, Kropfgazellen im Iran, Schakale, Rohrkatzen, Wanderheuschrecken und kleine Säugetiere am Unterlauf des Amudarja, Saiga-Antilopen, Wildpferde, Wildesel und Argali in den Gebieten von Zhana-Darya und um den Aralsee, Isubrahirsche und Elche im Gebiet des Baikalsees. Sie verfolgten Herden von Zugtieren wie Rentiere und fingen Fische in überfluteten Gebieten und Bewässerungskanälen. Im Winter griffen sie auch Hunde und Vieh an, das sich von seiner Herde entfernt hatte. Wasser tranken sie mit Vorliebe aus Flüssen und nur dann aus Seen, wenn das Wasser wenig brackig war.

## Ausrottung
Das Aussterben der Kaspischen Tiger begann mit der russischen Kolonisierung Turkestans im späten 19. Jahrhundert. Ihre Ausrottung war ein Prozess, der durch mehrere Umstände intensiviert wurde:
- Sie wurden schonungslos von großen Jagdgesellschaften und Armeeangehörigen verfolgt, die Wildschweine und Tiger mit hemmungsloser Hingabe jagten.[4]
- Die ausgedehnten Röhrichte im Habitat der Tiger wurden zunehmend in Anbauflächen für Pflanzungen von Baumwolle und anderen Nutzpflanzen umgewandelt, die gut im fruchtbaren Schlamm entlang der Flüsse gediehen.[8]
- Schweinepest, Maul- und Klauenseuche und Katastrophen wie Überflutungen und Feuer bewirkten, dass viele Wildschweine in kurzer Zeit umkamen.[4]
- Tiger waren schon aufgrund ihrer eingeschränkten Verbreitung gefährdet, da sie in ausgedehnten Wüstengebieten auf Wasserläufe eingegrenzt lebten.[6]

Bis zum Beginn des 20. Jahrhunderts wurde die russische Armee dafür eingesetzt, Beutegreifer in Waldgebieten, in der Umgebung von Siedlungen und potentiellem Agrarland zu jagen. Bis zum Ersten Weltkrieg wurden jedes Jahr allein in den Wäldern um die Flüsse Amudarja und Pjandsch etwa 50 Tiger erschossen. Bis 1929 wurden hohe Boni für Tigerfelle gezahlt. Zahlreiche Wildschweine und Hirsche wurden von der wachsenden Bevölkerung entlang der Flüsse getötet, die Gebiete zunehmend entwaldet, während die landwirtschaftliche Entwicklung weiter vorangetrieben wurde. Bis 1910 war etwa ein Fünftel der urbaren Fläche Turkestans mit Baumwolle bepflanzt, davon etwa die Hälfte im Ferganatal.
Als es kaum mehr Tiger in den Tälern gab, besiedelten Bauern das Land. Die Tiger zogen sich zurück, zuerst aus den Niederungen der Flusstäler in die Sumpfgebiete um größere Flüsse herum. Zuletzt flüchteten sie in die Wälder der Berge.

### Die letzten Kaspischen Tiger
Im Jahr 1887 wurde im Irak der einzig nachgewiesene Tiger in der Nähe von Mosul erschossen. Im Kaukasus wurde der letzte bekannte Tiger im Jahr 1922 in der Nähe von Tiflis erschossen, nachdem er Vieh angegriffen hatte. In den 1920ern verschwanden Tiger auch aus dem Becken des Flusses Tarim in Xinjiang, China.
In ihrem letzten Rückzugsgebiet in der Region des Balchaschsees in Kasachstan wurde der letzte Tiger im Jahr 1948 in der Umgebung des Flusses Ili gesehen.
In Turkmenistan wurde der letzte Tiger im Januar 1954 im Tal des Flusses Sumbar in den Kopet-Dag Bergen erschossen. In Irans Provinz Golestān wurde einer der letzten Tiger 1953 erschossen; 1958 wurde in diesem Gebiet noch einmal ein Tiger gesichtet.
In den Tienschan-Bergen westlich von Ürümqi in China verschwand der letzte Tiger aus dem Gebiet des Flusses Manasi in den 1960ern. Die letzte nicht bestätigte Beobachtung eines Tigers in der Umgebung des Aralsees fand 1968 am Unterlauf des Amudarja in der Nähe von Nukus statt. In den frühen 1970ern verschwanden Tiger vom Unterlauf des Amudarja und aus dem Pyzandh-Tal im Grenzgebiet zwischen Turkmenistan, Usbekistan und Afghanistan.
Im Jahr 1970 ist angeblich ein Tiger nahe Uludere in der Provinz Hakkâri in der Türkei getötet worden. In der Türkei ergaben Umfragen mittels Fragebögen, dass im Osten des Landes bis in die 1980er Jahre zwischen ein und acht Tiger getötet wurden und Tiger wahrscheinlich bis in die frühen 1990er Jahre überlebt hatten. Mangels Interesse und aus Gründen der Sicherheit wurden in dieser Region jedoch keine Feldstudien durchgeführt.

### Die letzten Bemühungen zum Schutz Kaspischer Tiger
Im Jahr 1938 wurde mit dem Tigrowaja-Balka-Naturreservat das erste Naturschutzgebiet in Tadschikistan eröffnet. Das Gebiet wurde nach einem Balka – ein ausgetrockneter Flusskanal – benannt, nachdem ein Tiger dort zwei Offiziere der russischen Armee angegriffen hatte, die durch diesen Kanal ritten. Tigrowaja Balka liegt im Unterlauf des Wachsch nahe der Grenze zu Afghanistan. Bis etwa 1950 lebten dort noch vereinzelt Tiger, und im Jahr 1953 wurden die letzten Tigerspuren nachgewiesen. Einzelne Tiger überlebten in der Umgebung des Reservates, etwa am Pjandsch und Amudarja, offenbar sogar bis in die späten 1960er Jahre.
Seit 1947 waren Tiger in der Sowjetunion geschützt.
Im Iran waren Kaspische Tiger seit 1957 geschützt; sie zu schießen wurde mit hohen Geldbußen bestraft. In den frühen 1970ern suchten Biologen der iranischen Umweltbehörde mehrere Jahre in unbewohnten Gebieten der kaspischen Wälder nach Tigern, fanden aber keine Hinweise, die auf ihr Überleben deuteten.
Der Biologe Vratislav Mazák schätzte im Jahr 1979, dass einzelne Tiere lediglich im Südosten der Türkei und an der sowjetisch-afghanischen Grenze überlebt haben könnten.
Der Kaspische Tiger wird als Beispiel für den Romeo-Irrtum genannt, also für einen Fall, bei dem es zu einem verfrühten Aufgeben des Taxons durch den Naturschutz gekommen ist, obwohl die Unterart höchstwahrscheinlich noch bis in die 1990er Jahre überlebt hat.

## Unbestätigte Sichtungen
Das Aussterben gilt als gesichert, auch wenn es mitunter Meldungen über unbestätigte Sichtungen gibt. In Gefangenschaft haben keine Exemplare des Kaspischen Tigers überlebt, so dass nur wenige Fotografien, einige Felle und wenige präparierte Exemplare bleiben.
Sehr optimistische Quellen geben an, dass noch 1997 ein Kaspischer Tiger in Nord-Afghanistan geschossen wurde. Die letzte unbestätigte Sichtung eines (jungen) Kaspischen Tigers stammt aus Kasachstan vom Delta des Balchaschsees im Jahr 2006. Weitere, ebenfalls unbestätigte Sichtungen datieren auf die Zeit der sowjetischen Invasion in Afghanistan zwischen 1979 und 1989. Diese Sichtungen wurden zumeist von sowjetischen Soldaten gemeldet, die in Nord-Afghanistan im Einsatz waren.
Im Golestan-Nationalpark in Iran soll noch in den 1980er Jahren eine kleine Population von Kaspischen Tigern heimisch gewesen sein. Doch auch diese Angaben sind nicht gesichert und beruhen auf mündlichen Aussagen dortiger Einwohner.
Das Fehlen wissenschaftlich bestätigter Sichtungen und eindeutiger Beweise lässt allerdings kaum eine andere Deutung zu als die, dass der Kaspische Tiger ausgestorben ist.
Einige Experten der Iran Department of Environment (IDOE) des iranischen Umweltministeriums gehen offensichtlich davon aus, dass eine geringe Möglichkeit besteht, dass im Gebiet von Aliabad an der Grenze zu Turkmenistan und in der südöstlichen Küstennähe zum Kaspischen Meer im Reservat Parvar kleine Populationen überlebt haben. Nach dem IDOE wurden dort Fußabdrücke in der Größe von 12 cm (Länge) mal 14,5 cm (Breite) entdeckt. Eine solche Abdruckgröße überschreitet normalerweise die von dort ebenfalls heimischen Leoparden. Allerdings könnten sie von einem besonders großen Leoparden stammen. Leopardenspuren werden häufiger als Tigerspuren fehlgedeutet.

## Haltungen in Zoos
In Zoos waren Kaspische Tiger nur vereinzelt vertreten, mit ziemlicher Sicherheit in einigen Exemplaren in Zoos der ehemaligen Sowjetunion bzw. europäischer Ostblock-Staaten. Um 1899 lebten zwei Kaspische Tiger im Berliner Zoo (siehe obiges Foto), und der Katzenforscher Paul Leyhausen erwähnt ein Tier, das der Frankfurter Zoo in den 1940er Jahren hielt. Der Hamburger Tierpark Hagenbeck erhielt am 29. Januar 1955 als Geschenk des persischen Schahs ein Exemplar, das bis zum 3. August 1960 dort lebte.

## Entstehung des Kaspischen Tigers
Man geht davon aus, dass der Tiger sich aus dem Sibirischen Tiger entwickelt hat und dann nach Süden vorstieß. Möglicherweise erreichte er zunächst Indien und drang von dort aus nach Westasien vor, wo sich dann die kaspische Unterart herausbildete.
Durch Wüstengebiete war sie geografisch von der indischen Unterart, dem Königstiger, getrennt.
Eine andere Theorie geht davon aus, dass anders als der Königstiger, welcher südlich des Himalayas den indischen Subkontinent Richtung Westen eroberte, der Kaspische Tiger nördlich des Himalaya Richtung Westen wanderte. Somit kam es zu einer natürlichen Barriere (den zentralasiatischen Hochgebirgen), und es entwickelten sich zwei unterschiedliche Unterarten.
Diese zweite Annahme wird neuerdings durch genetische Studien gestützt, die eine sehr enge Verwandtschaft zwischen Kaspischen und Sibirischen Tigern offenlegten. Demnach ist es am wahrscheinlichsten, dass der Tiger vor weniger als 10.000 Jahren aus China entlang der späteren Seidenstraße nach Zentral- und Vorderasien einwanderte und sich erst später über Südsibirien bis in den Fernen Osten des heutigen Sibirien ausbreitete, wo man die große Katze noch heute vorfindet. Bis vor 200 Jahren dürfte das Verbreitungsgebiet zwischen der sibirischen und der kaspischen Population noch völlig zusammenhängend gewesen sein. Das riesige Areal scheint also erst durch jüngere menschliche Einflüsse in zwei getrennte Gebiete gespalten worden zu sein, in denen einerseits der Kaspische Tiger, andererseits der Sibirische Tiger unterschieden wurde.
Es ist darüber hinaus auch denkbar, dass es vereinzelt zu Begegnungen zwischen der indischen und der kaspischen Unterart im heutigen Pakistan gekommen sein könnte.

## Wiedereinführung des Tigers in Zentralasien

### Annähernde DNA-Gleichheit zum Sibirischen Tiger
2009 wurde die große genetische Ähnlichkeit des Kaspischen Tigers zum Sibirischen Tiger wissenschaftlich nachgewiesen. Die DNA-Stränge beider Unterarten sind nach diesen Ergebnissen nahezu identisch. Dieses Ergebnis wurde wissenschaftlich belegt und auf Basis von DNA-Proben, die Fellen von Kaspischen Tigern entnommen und mit denen von Sibirischen Tigern verglichen wurden. Nach diesen Studien bildeten diese beiden Subspezies einst eine zusammenhängende Population des Tigers, die erst durch menschlichen Einfluss getrennt wurde.

### Konkrete Projekte
Es gibt Bemühungen, den Sibirischen Tiger in dedizierten Gebieten in Kasachstan und Iran wieder anzusiedeln und so ehemalige Habitate zu reaktivieren. Im Bereich des Ili-Deltas am kasachischen Balchaschsee wurde ein mögliches Verbreitungsgebiet identifiziert. Dieses soll nach Aussagen der kasachischen Regierung als Reservat für Tiger ausgewiesen werden.
Ein weiteres Habitat wären ausgewiesene Regionen im Golestan-Nationalpark in Iran. Zu diesem Zweck wurden Sibirische Tiger nach Iran verbracht, wo sie derzeit im Zoo von Teheran leben. Zu Irritationen kam es, nachdem ein männlicher Tiger im Zoo von Teheran nur kurze Zeit nach seiner Ankunft verstarb. Die Verantwortlichen der beteiligten Länder wiesen sich gegenseitig die Schuld am Tod des Tigers zu. Ein Fortschreiten des Projekts in Iran ist ungewiss.
Anlass zu Hoffnung birgt lediglich die Wiederansiedlung in Kasachstan. Dem Vorhaben liegt eine wissenschaftliche Machbarkeitsstudie zu Grunde. Hier kommen vor allem das bereits erwähnte Delta des Ili am südlichen Balchaschsee sowie das Delta des Amudarja in die nähere Auswahl. Am 8. September 2017 wurde das Projekt der Wiederansiedlung durch den kasachischen Staat öffentlich vorgestellt. Projektpartner Kasachstans soll der WWF sein. Geplant ist die Wiederansiedlung am südwestlichen Balchaschsee.

## Der Kaspische Tiger in den römischen Arenen
Kaspische Tiger wurden neben dem Bengaltiger in den römischen Amphitheatern eingesetzt. Der erste Tiger, der in Rom kämpfte, war das Geschenk eines indischen Botschafters an den römischen Kaiser Augustus im Jahre 19 v. Chr. Tiger wurden aus dem Kaukasus, Anatolien, Mesopotamien und Persien importiert und kämpften in den römischen Arenen gegen Gladiatoren und andere Tiere, wie den Auerochsen oder Berberlöwen.
Der Kaspische Tiger galt als besonders grausam. So beschuldigt bei Vergil Dido Aeneas, der sie verlassen hat:
„Nicht aus Dardanos’ Stamm; von des Kaukasus starrenden Felsen
Bist du erzeugt. Dich nährte die Milch hyrkanischer Tiger.“